# Hank Bauer
Pour les articles homonymes, voir Bauer.
Hank Bauer (31 juillet 1922 à East Saint Louis, Illinois – 9 février 2007) était un joueur américain des ligues majeures de baseball. Il était champ droit.

## Carrière de joueur
Il joua 1544 matchs en MLB pour les New York Yankees (1948-1959) et Kansas City Athletics (1960-1961). Avec les Yankees, Bauer gagne sept séries mondiales (1949, 1950, 1951, 1952, 1953, 1956 et 1958). Entre 1956 et 1958, il tape au moins un coup sur lors de 17 matchs consécutifs en série mondiales ; c'est le record du genre.
En 14 saisons en ligue majeure, Bauer compte 164 home runs, une moyenne de .277 à la batte et 703 RBI.
Il fut sélectionné trois fois au All Star Game (1952, 1953 et 1954).

## Carrière d'entraîneur
Sa carrière de joueur achevée, il devient entraîneur pour les Kansas City Athletics (1961-1962), Baltimore Orioles (1964-1968) et Oakland Athletics (1969). Il remporte les séries mondiales en 1966 à la tête des Orioles.